# Judith-Flores Ialovaïa
Judith-Flores Ialovaïa (en russe : Жудитт-Флорес Мануэлевна Яловая) est une joueuse de volley-ball russe née le 9 juin 1987 à Riazan.

## Biographie
Née en Russie, son père est originaire d'Angola.

## Partenaires
- Alexandra Chiriaeva